# Curimatopsis crypticus
Curimatopsis crypticus is een straalvinnige vissensoort uit de familie van de brede zalmen (Curimatidae). De wetenschappelijke naam van de soort is voor het eerst geldig gepubliceerd in 1982 door Vari.
Een studie uit 2016 heeft een vijftigtal Curimatopsis sp. uit een aantal rivieren van het Amazonegebied, Paraguay alsmede de Suriname-rivier onderzocht. Er werd o.a. gekeken naar dat deel van het mitochondrische DNA dat codeert voor cytochroom c oxidase. Statistische analyse leverde elf herkenbare clusters op, terwijl daarvan slechts vier toe te wijzen waren aan bekende soorten. De vissen uit Suriname vielen echter samen met exemplaren uit de middenloop van de Amazone binnen de soort Curimatopsis crypticus hoewel er wel twee subgroepen waren uit de Suriname en uit de Amazone. 